# Sybrinus simonyi
Sybrinus simonyi là một loài bọ cánh cứng trong họ Cerambycidae.